# Ельхан Астанов
Ельхан Астанов (каз. Елхан Астанұлы Астанов; нар. 21 травня 2000, Шимкент) — казахський футболіст, півзахисник клубу «Астана».
Виступав, зокрема, за клуб «Ордабаси», а також національну збірну Казахстану.
Володар Кубка Казахстану.

## Клубна кар'єра
Народився 21 травня 2000 року. Вихованець футбольної школи клубу «Ордабаси». Дорослу футбольну кар'єру розпочав 2019 року в основній команді того ж клубу, в якій провів чотири сезони, взявши участь у 65 матчах чемпіонату. 
До складу клубу «Астана» приєднався 2023 року. Станом на 19 вересня 2024 року відіграв за команду з Астани 32 матчі в національному чемпіонаті.

## Виступи за збірні
У 2020 році залучався до складу молодіжної збірної Казахстану. На молодіжному рівні зіграв у 5 офіційних матчах, забив 1 гол.
У 2021 році дебютував в офіційних матчах у складі національної збірної Казахстану.
| Дата       | Місто      | Господарі         | Результат | Гості       | Турнір                               | Голи | Примітки  |
| ---------- | ---------- | ----------------- | --------- | ----------- | ------------------------------------ | ---- | --------- |
| 28-3-2021  | Астана     | Казахстан         | 0 – 2     | Франція     | Відбір до ЧС 2022                    | -    | 89'       |
| 3-6-2022   | Астана     | Казахстан         | 2 – 0     | Азербайджан | Ліга націй УЄФА 2022-2023 - 1-й етап | -    | 73'       |
| 6-6-2022   | Трнава     | Словаччина        | 0 – 1     | Казахстан   | Ліга націй УЄФА 2022-2023 - 1-й етап | -    | 73'       |
| 10-6-2022  | Новий Сад  | Білорусь          | 1 – 1     | Казахстан   | Ліга націй УЄФА 2022-2023 - 1-й етап | -    | 76'       |
| 13-6-2022  | Астана     | Казахстан         | 2 – 1     | Словаччина  | Ліга націй УЄФА 2022-2023 - 1-й етап | 1    | 83'       |
| 22-9-2022  | Астана     | Казахстан         | 2 – 1     | Білорусь    | Ліга націй УЄФА 2022-2023 - 1-й етап | -    | 75' 90+2' |
| 25-9-2022  | Баку       | Азербайджан       | 3 – 0     | Казахстан   | Ліга націй УЄФА 2022-2023 - 1-й етап | -    | 67'       |
| 16-11-2022 | Ташкент    | Узбекистан        | 2 – 0     | Казахстан   | товариський матч                     | -    | 79'       |
| 19-11-2022 | Абу-Дабі   | ОАЕ               | 2 – 1     | Казахстан   | товариський матч                     | -    | 73'       |
| 16-6-2023  | Парма      | Сан-Марино        | 0 – 3     | Казахстан   | Відбір до ЧЄ 2024                    | -    | 71'       |
| 19-6-2023  | Белфаст    | Північна Ірландія | 0 – 1     | Казахстан   | Відбір до ЧЄ 2024                    | -    | 81'       |
| 21-3-2024  | Афіни      | Греція            | 5 – 0     | Казахстан   | Відбір до ЧЄ 2024                    | -    | 46'       |
| 26-3-2024  | Люксембург | Люксембург        | 2 – 1     | Казахстан   | товариський матч                     | -    | 75'       |
| 7-6-2024   | Єреван     | Вірменія          | 2 – 1     | Казахстан   | товариський матч                     | -    | 59'       |
| 6-9-2024   | Алмати     | Казахстан         | 0 – 0     | Норвегія    | Ліга націй УЄФА 2024-2025 - 1-й етап | -    | 80'       |
| 9-9-2024   | Любляна    | Словенія          | 3 – 0     | Казахстан   | Ліга націй УЄФА 2024-2025 - 1-й етап | -    | 57'       |
| Усього     |            | Матчів            | 16        |             | Голів                                | 1    |           |

## Титули і досягнення

### Командні
- Володар Кубка Казахстану (1):

«Ордабаси»: 2022
- Володар Кубка казахської ліги (1):

«Астана»: 2024

### Особисті
- Кращий гравець Чемпіонату Казахстану: 2022